# Polderdistrict Circul van de Ooij en Millingen
Het Polderdistrict Circul van de Ooij en Millingen was een waterschap in de provincie Gelderland. Het polderdistrict werd op 1 juli 1958 opgericht en ging op 1 januari 1970 met het Polderdistrict Rijk van Nijmegen en Maas en Waal op in Polderdistrict Maas en Waal.

## Geschiedenis
Op 1 juli 1958 gingen het Polderdistrict Circul van de Ooij, Buitenpolder Millingen, De Duffelt en Zeeland en Waterschap Nijmegen-Duitsche Grens op in het nieuw gevormde Polderdistrict Circul van de Ooij en Millingen. Dit kwam doordat de gedeputeerde staten in 1955 met het voorstel kwam om met een reorganisatie een doelmatiger bestuur (voor de polderdistricten) te maken in het Gelderse deel van het rivierenland. Met deze fusie bleef er ten oosten Nijmegen maar één waterschap over.
Het bestuur zetelde ten tijde van dit polderdistrict in Nijmegen.
Om de oplopende bestuurskosten binnen de lijnen te houden, dwong de provincie een fusie tussen dit polderdistrict en het Polderdistrict Rijk van Nijmegen en Maas en Waal. Alhoewel dit niet werd gewaardeerd door het bestuur van dit polderdistrict, ging het op 1 januari 1970 op in het nieuw gevormde Polderdistrict Maas en Waal.